# جائزة كتالونيا الكبرى للدراجات النارية 2008
جائزة كتالونيا الكبرى للدراجات النارية 2008 هو سباق دراجات نارية أقيم بتاريخ 8 يونيو 2008 في حلبة دي كاتلونيا. كان الجولة السابعة من أصل 18 في سباق الجائزة الكبرى للدراجات النارية موسم 2008. فاز الإسباني داني بيدروسا بفئة الموتو جي بي بينما جاء الإيطالي فالنتينو روسي في المركز الثاني وحصل على المركز الثالث الأسترالي كيسي ستونر.

## وصلات خارجية
- الموقع الرسمي